# Dselect

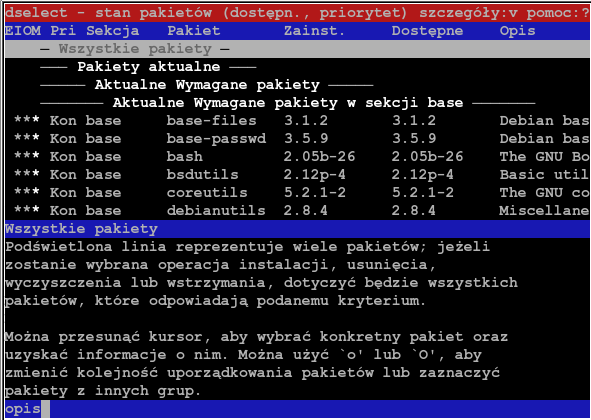
Zrzut ekranu programu dselect

dselect – program komputerowy stworzony dla dystrybucji systemu operacyjnego GNU/Linux Debian stanowiący nakładkę na podstawowy system zarządzania pakietami dpkg. Powstał w celu ułatwienia instalacji i usuwania pakietów instalacyjnych DEB.
Program oferuje interfejs tekstowy umożliwiający wybór, instalację i usuwanie pakietów. Zapewnia rozwiązywanie zależności i konfliktów pomiędzy pakietami. Obecnie zalecaną metodą zarządzania pakietami w dystrybucji Debian jest mechanizm APT.